# 港鉄軽鉄南京浦鎮電車
中国南京浦鎮電車（ちゅうごくなんきんほちんでんしゃ）は、香港の九広鉄路（KCR）が保有するMTR軽鉄線の直流電車。中華人民共和国の南京浦鎮車輛廠で製造された、合約号は KRS999（1次車）と K1846-15E（2次車）。港鉄（香港 MTR）に貸し出す形をとっている。先頭外形は Goninan 電車と異なっているが運用は各電車とも共通である。

## 概要

### 1次車
西鉄線の南昌駅～紅磡駅間が開通した影響で軽鉄の乗客が増加した為、KCRは2007年に22両電車（1次車）を増備し、軽鉄線に投入した。車両番号は1111から1132。電車ではIGBT素子VVVFインバータ制御と三相誘導電動機を採用した車両である。
この車両は当初より先頭部にLED式の行先表示機と後部に系統番号表示機を採用し、新しい塗装で導入されている。この電車は37名分の座席を有し、「半座位」（ポーチシート）は設置されていない。

### 2次車
軽鉄乗客の増加に対応すると川崎電車を置き換えるため、港鉄は2016年に40両電車（2次車、制御車30両と付随車10両）を増備し、2020年から軽鉄線に投入した。車両番号は、制御車は1133から1162、付随車は1211から1220。
2023年1月現在、1153~1162号車はまだ運用されていない。

## 記事

### 1次車
- 2009年12月28日、1111号車と1112号車が正式に運用を開始、507系統と751系統で運用されている。
- 2010年3月15日、1113号車が正式に運用を開始、505系統で運用されている。
- 2010年3月22日、1114号車が正式に運用を開始。
- 2010年4月19日、1116号車が正式に運用を開始、706系統で運用されている。
- 2010年4月26日、1115号車が正式に運用を開始、705系統で運用されている。
- 2010年7月に610、614系統で運用されている。
- 2010年8月23日に1117、1118号車が正式に運用を開始、761P系統で運用されている。
- 2010年8月31日に1119、1120、1121号車が正式に運用を開始。
- 2010年9月1日、1122号車が正式に運用を開始。
- 2010年9月20日、1123号車が正式に運用を開始。
- 2010年11月3日に1124、1125、1126号車が正式に運用を開始。
- 2011年1月2日、1次車の全部22両電車正式に運用を開始。

### 2次車
- 2020年11月17日、1133-1211編成が正式に運用を開始、610・751・751P系統で運用されている。
- 2021年3月15日、1134-1212編成が正式に運用を開始、614P系統と615P系統で運用されている。
- 2021年4月22日、1135-1213編成が正式に運用を開始。
- 2021年8月10日、1136-1214編成が正式に運用を開始、705系統と706系統で運用されている。
- 2021年8月30日、1137-1215編成が正式に運用を開始。
- 2021年10月12日、1138-1216編成が正式に運用を開始。
- 2022年2月9日、1139-1217編成が正式に運用を開始。
- 2022年4月14日、1140-1218編成が正式に運用を開始、505系統で運用されている。
- 2022年4月20日、1141-1219編成が正式に運用を開始。
- 2022年7月8日、1142-1220編成が正式に運用を開始、2次車の全部10両付随車正式に運用を開始。
- 2022年9月23日、1143号車と1144号車が正式に運用を開始。
- 2022年11月9日、1145号車と1146号車が正式に運用を開始。
- 2022年12月1日、1147号車と1148号車が正式に運用を開始。
- 2023年1月3日に1149、1150、1151、1152号車が正式に運用を開始。